# Elwood Francis
Elwood Patrick Francis (ur. 23 sierpnia 1961 w Lexington) – amerykański muzyk rockowy, wokalista i instrumentalista; dawniej technik sceny. Były gitarzysta zespołów punk rockowych – Control Freak, Rabby Feeber, Prunella Scales, Brassknuckle Boys i The Mighty Skullhead. Członek grupy noise rockowej Tojo Yamamoto. Od 2021 roku basista zespołu ZZ Top, do którego dołączył po śmierci Dusty'ego Hilla.

## Życiorys
Karierę zaczynał w latach 80. jako technik sceny Joe Perry'ego. W 1987 założył swój pierwszy zespół The Mighty Skullhead.
Był wieloletnim technikiem zespołu ZZ Top, z którym stałą współpracę rozpoczął na początku lat 90. Jako technik sceny współpracował również z zespołami – The Black Crowes, Guns N' Roses i Aerosmith oraz solistami – Frankiem Zappą, Steve'em Vaiem, Izzym Stradlinem i Gilbym Clarkiem.
W 1993 był gitarzystą zespołów Rabby Feeber (z którym nagrał materiał na singel 7" i dwa albumy studyjne) i Control Freak (singel 7"). W 1997 jako gitarzysta i chórzysta wziął udział w projekcie muzycznym Prunella Scales, w którym grał m.in. z basistą zespołu Skid Row, Rachelem Bolanem. Muzycy w ramach projektu nagrali jeden album studyjny – Dressing Up The Idiot (wyd. 1997).
W latach 1999–2013 nagrywał i wydawał albumy i single z zespołem punkowym Brassknuckle Boys. Następnie, z grupą The Mighty Skullhead wydał trzy single w latach 2015–2016. W 2018 wsparł Billy'ego Gibbonsa przy nagraniu jego drugiego solowego albumu – The Big Bad Blues.
Od 2021 jest basistą zespołu ZZ Top. Po raz pierwszy wystąpił z nim gościnnie 23 lipca 2021 podczas koncertu w New Lenox, w zastępstwie za kontuzjowanego Dusty'ego Hilla (z powodu problemów z biodrem). Ostatecznie został stałym członkiem grupy po tym, gdy Hill nieoczekiwanie zmarł we śnie 28 lipca 2021. O zmianie w składzie zespołu, media poinformował Billy Gibbons.
W 2022 Francis trafił na pierwsze strony gazet prasy gitarowej po tym, gdy podczas jednego z koncertów ZZ Top wyszedł na scenę z 17-strunową gitarą basową, na której zagrał utwór "Got Me Under Pressure". Muzyk wprowadził ten instrument jako stały element koncertów zespołu.
Oprócz grania w ZZ Top, jest również członkiem grupy noise rockowej Tojo Yamamoto. W 2023 nagrał z nią mini-album, na którym pełnił rolę gitarzysty i koproducenta muzycznego. W 2024 wydał z grupą singel "Heroes" (cover utworu Davida Bowiego), a w 2025 drugą EP-kę pt. Turning Face!.

## Życie prywatne
Żonaty z Jennifer, ma z nią dwójkę dzieci.

## Dyskografia

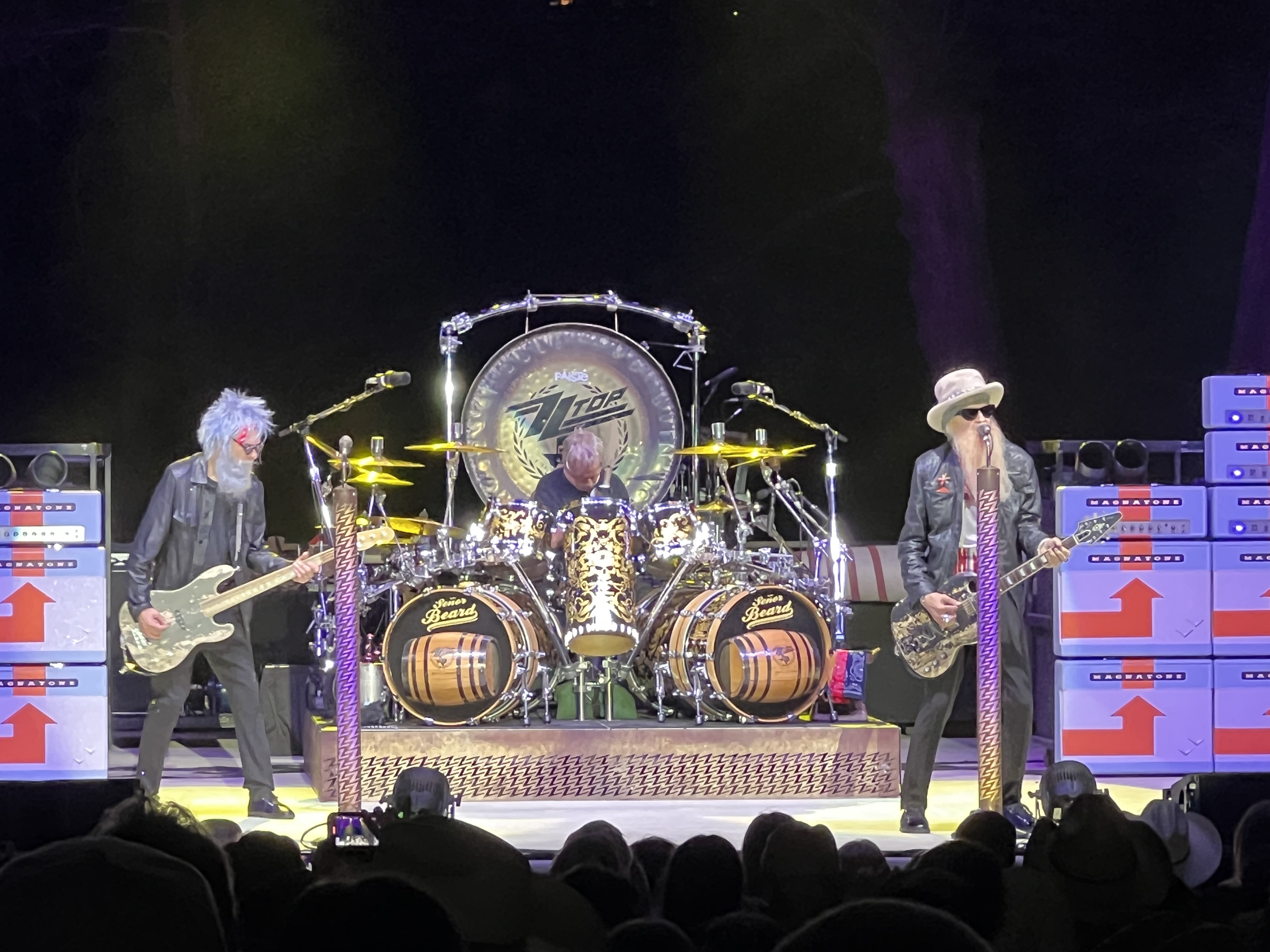
Elwood Francis (pierwszy z lewej) z zespołem ZZ Top (2023)

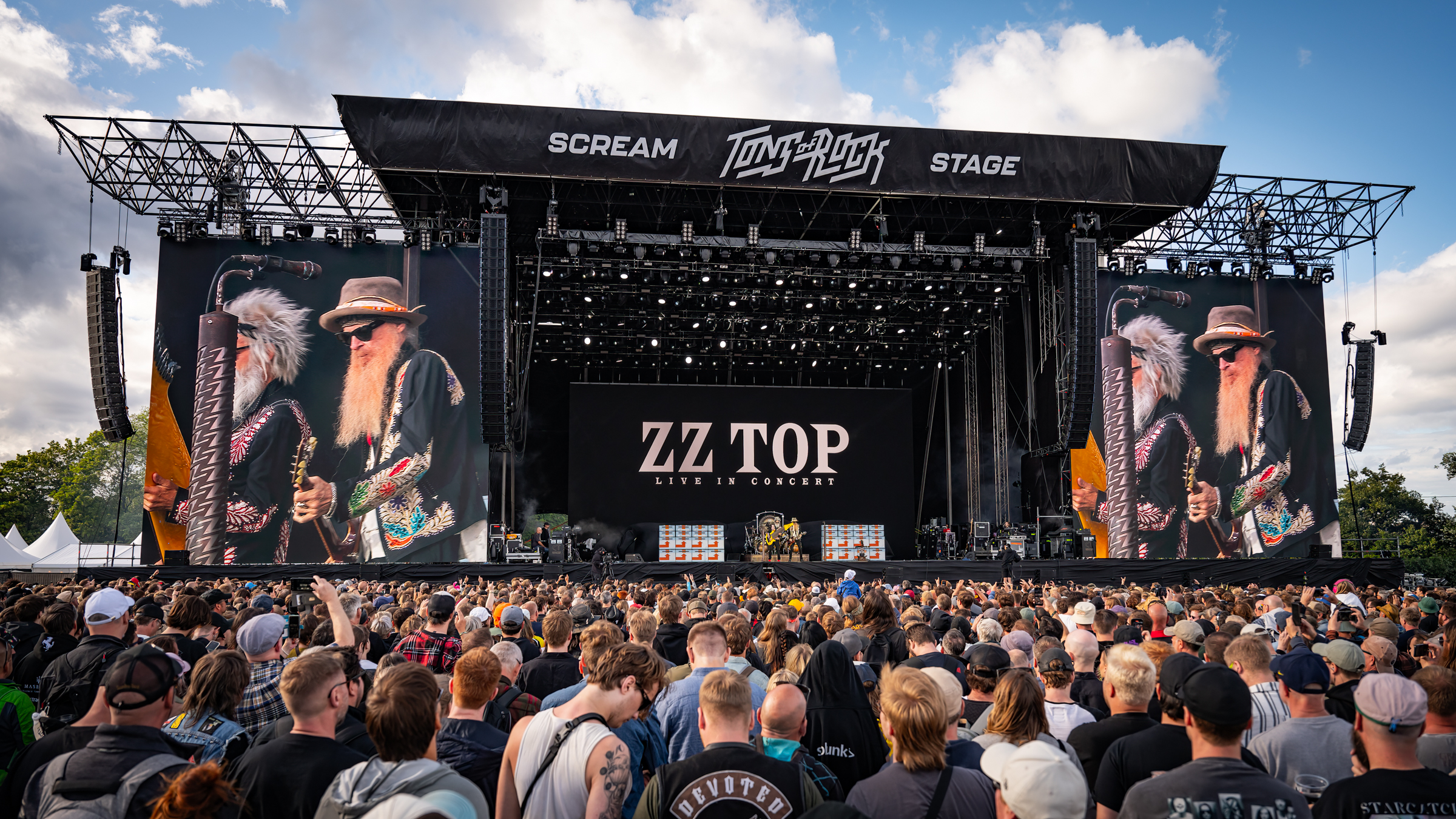
Elwood Francis i ZZ Top (2024)

źródła:

### Albumy studyjne
- 1994 – Rabby Feeber – Justrustus
- 1996 – Rabby Feeber – Rabby Road
- 1997 – Prunella Scales – Dressing Up The Idiot
- 2010 – Passage To The Puzzle – Factory Asylum On The Hill (w utworze – "Go Tell It On The Mountain")
- 2018 – Billy F Gibbons – The Big Bad Blues

### Single i EP
- 1993 – Rabby Feeber – Tricky Dick / Paranoid Pie
- 1993 – Control Freak – Migraine / Bruised
- 2015 – The Mighty Skullhead – Society
- 2016 – The Mighty Skullhead – So Fucking Down
- 2016 – The Mighty Skullhead – I Am You
- 2023 – Tojo Yamamoto – Tojo Yamamoto
- 2024 – Tojo Yamamoto – Heroes
- 2025 – Tojo Yamamoto – Turning Face!

### Inne
- 1998 – Aerosmith – Classics Live Complete (jako technik)
- 2009 – The Black Crowes – Warpaint Live (jako technik)
- 2016 – ZZ Top – Greatest Hits From Around The World (jako technik)